# Fronteira Alemanha–Países Baixos

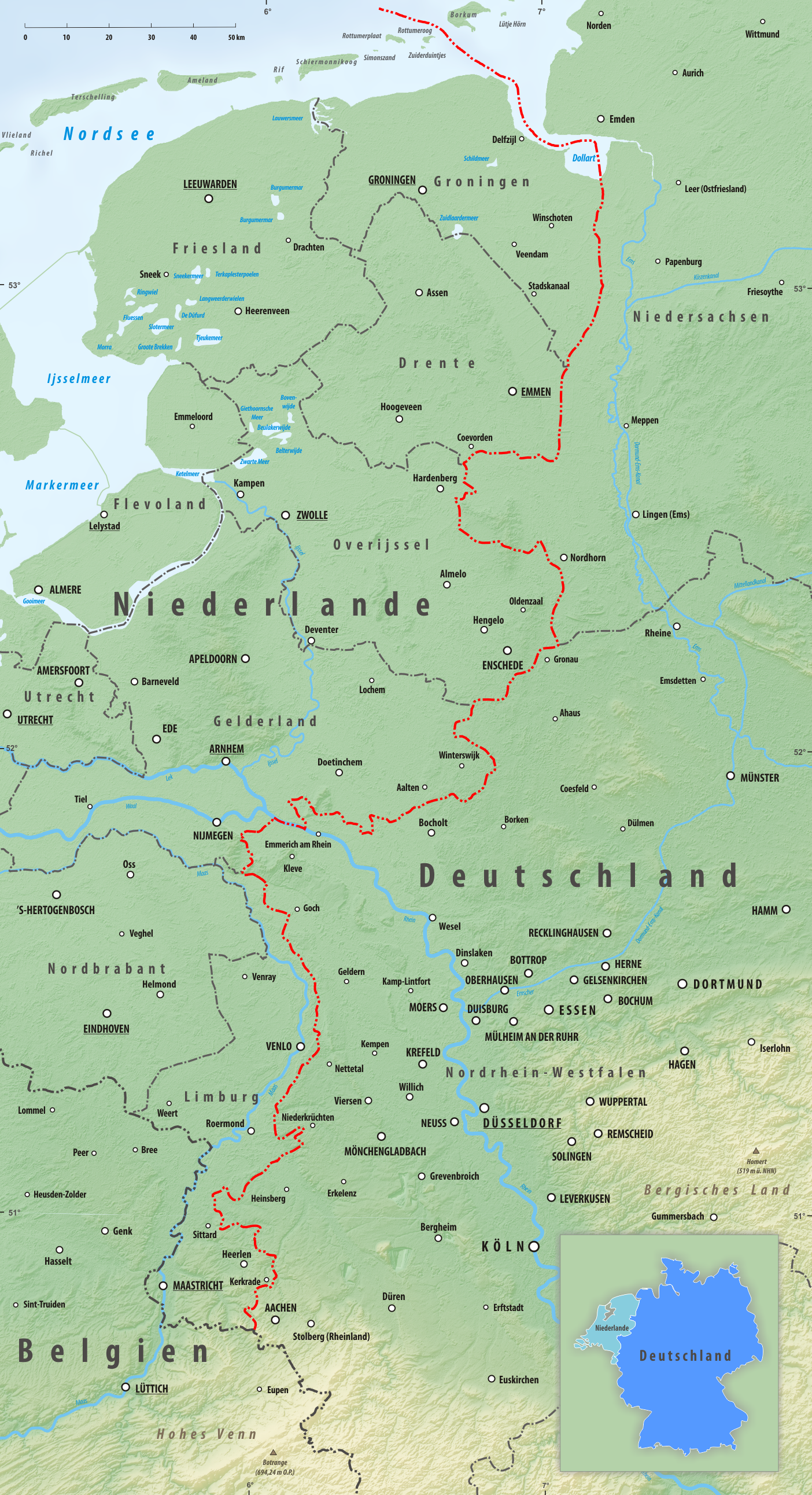
Traçado da fronteira

A fronteira entre Alemanha e Países Baixos é a linha que limita os territórios da Alemanha e dos Países Baixos. Estende-se por 577 km, ao oeste da Alemanha e ao leste dos Países Baixos.
Além de ser uma fronteira territorial, a fronteira entre os dois países também é uma fronteira linguística. Em seus dois lados são falados vários dialetos do baixo-saxão. Na Alemanha fala-se dialetos do baixo-alemão e nos Países Baixos são falados dialetos do baixo-saxão neerlandês.